# Totò

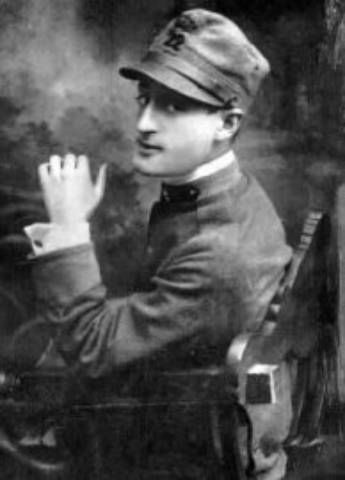
Młody Totò jako żołnierz (1918)

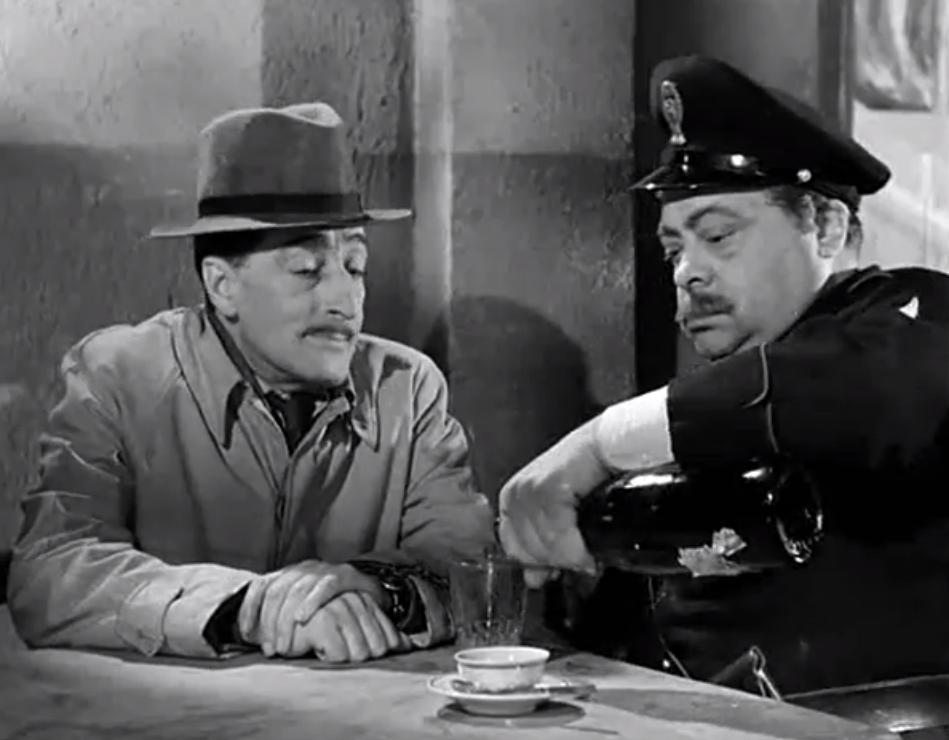
Złodzieje i policjanci (1951)

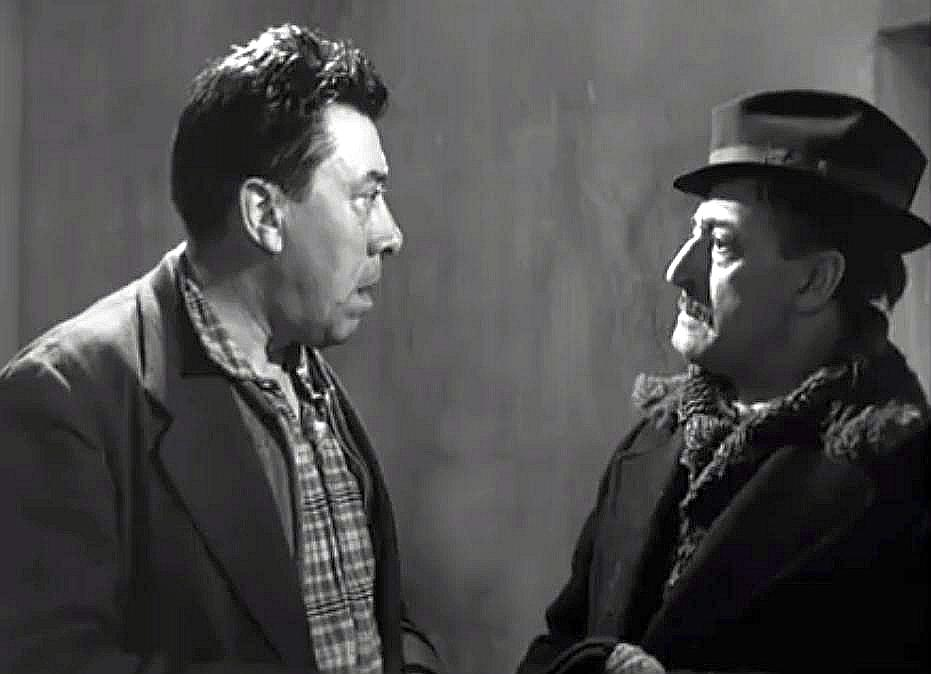
Z Fernandelem w filmie La legge è legge (1958)

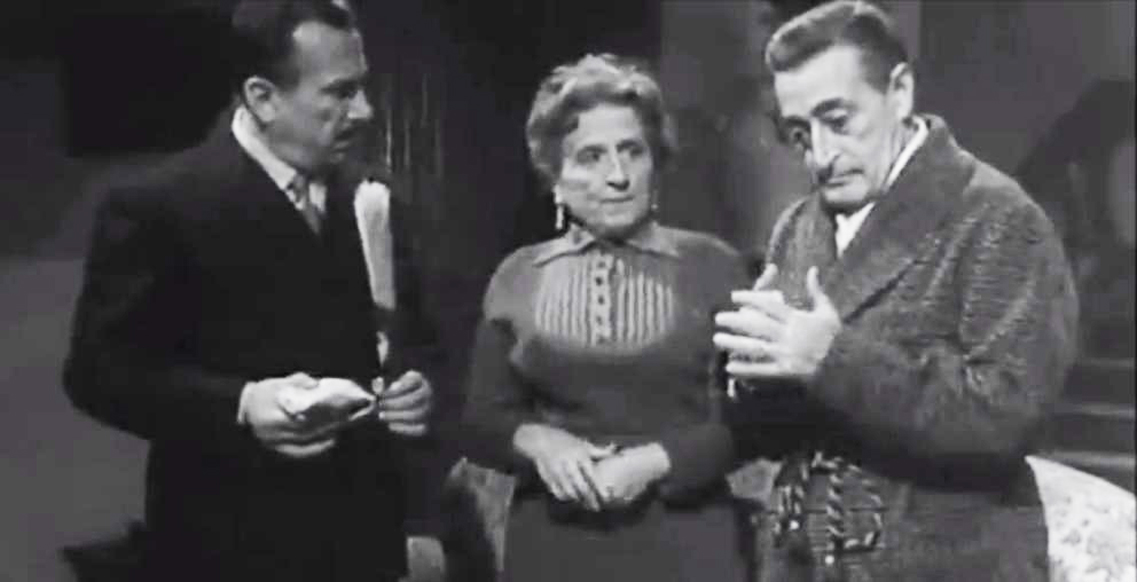
Kadr z filmu Totò, Peppino e i fuorilegge (1956); od lewej: Peppino De Filippo, Titina De Filippo i Totò.

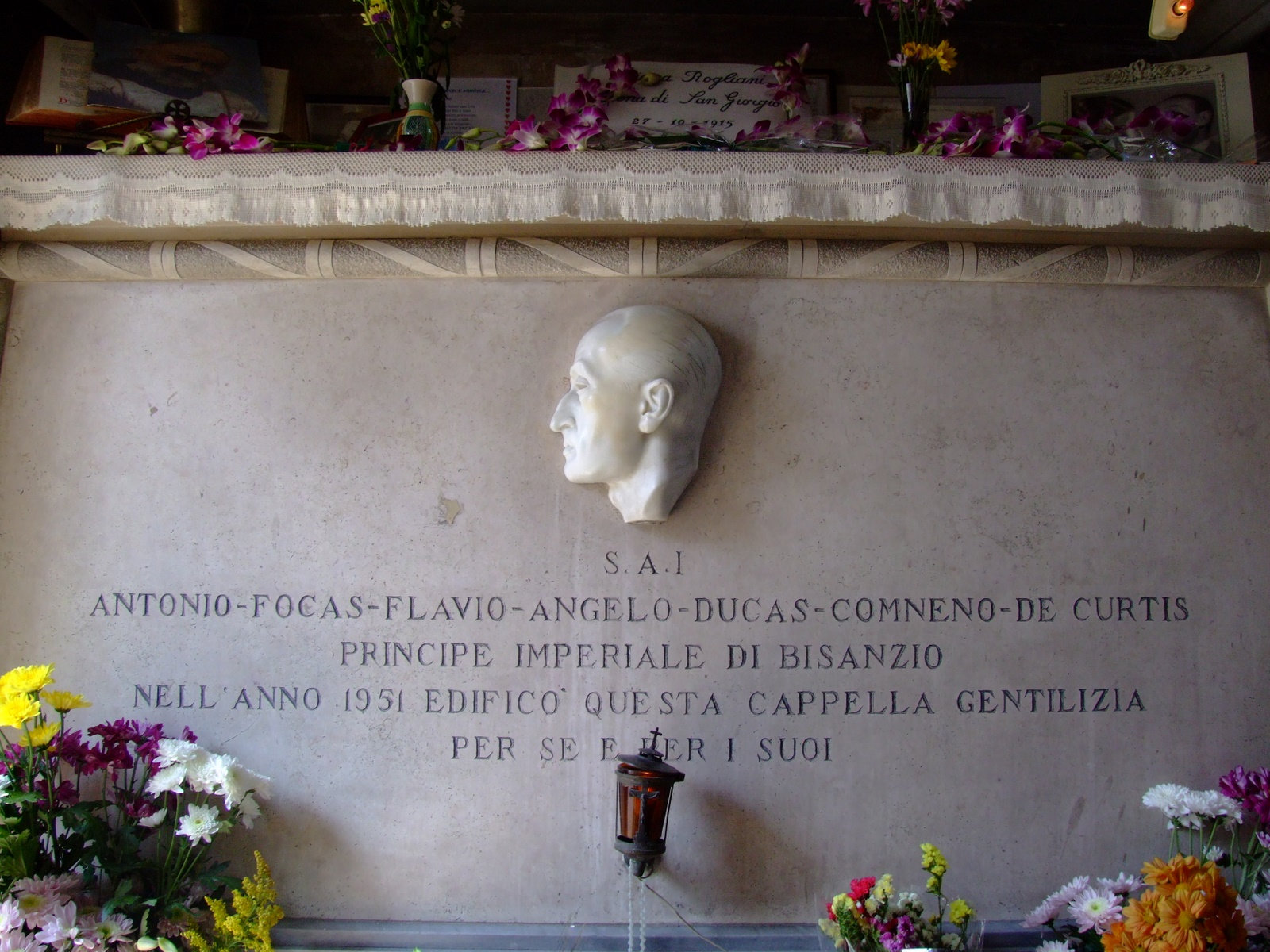
Grób aktora w Neapolu

Totò [toˈtɔ], właśc. Antonio Clemente (ur. 15 lutego 1898 w Neapolu, zm. 15 kwietnia 1967 w Rzymie) – włoski aktor, pisarz, kompozytor i autor tekstów. Totò uważany jest za ulubionego włoskiego artystę wszech czasów i za największego aktora ubiegłego stulecia.

## Życiorys
Był synem Anny Clemente i Giuseppe de Curtis (syna markiza de Curtis). Początkowo Antonio nosił nazwisko matki: Clemente (rodzice wzięli ślub dopiero w 1921). W 1928 jego ojciec, uniezależniony wreszcie finansowo od swojej rodziny, która nie chciała słyszeć o mezaliansie, uznaje oficjalnie Antonia za swojego syna. W 1933 Antonio zostaje adoptowany przez markiza Francesco Gagliardiego Foccas, który obiecuje aktorowi po swojej śmierci majątek i tytuły.
W 1946 sąd w Neapolu przyznaje Totò tytuł i odtąd jego pełne imię i nazwisko to: Antonio Focas Flavio Angelo Ducas Comneno De Curtis Di Bisanzio Gagliardi, altezza imperiale, conte palatino, cavaliere del Sacro Romano Impero, esarca di Ravenna, duca di Macedonia e Illiria, principe di Costantinopoli, di Cilicia, di Tessaglia, di Ponto, di Moldavia, di Dardania, del Peloponneso, conte di Cipro e d’Epiro, conte e duca di Drivasto e di Durazzo.
Był dwukrotnie żonaty. Jego pierwszą żoną w latach 1935–1940 była Diana Bandini Rodigliani. Miał z nią córkę Lilianę De Curtis, która została aktorką i zagrała m.in. w filmie Orient Express (1954). Drugą żoną Totò w latach 1954–1967 była Franca Faldini. Ich jedyny syn zmarł podczas porodu.
Totò zmarł 15 kwietnia 1967 w Rzymie na atak serca w wieku 69 lat. Pochowano go w rodzinnym Neapolu.

## Filmografia

### Aktor
- 1937 – Fermo con le mani! jako Conte Toto di Torretota
- 1939 – Animali pazzi jako Totò/Barone Tolomeo dei Tolomei
- 1940 – San Giovanni decollato jako Mastro Agostino Miciacio
- 1941 – L’Allegro fantasma jako Nicolino & Gelsomino & Antonino
- 1943 – Arcobaleno
- 1943 – Due cuori fra le belve jako Totò
- 1945 – Il Ratto delle sabine jako Aristide Tromboni
- 1947 – I Due orfanelli jako Gasparre
- 1948 – Totò al giro d’Italia jako Prof. Toto’ Casamandrei
- 1948 – Fifa e arena jako Nicolino Capece
- 1949 – Totò le Moko jako Antonio Lumaconi/Totò le Moko
- 1949 – Totò cerca casa jako Beniamino Lomacchio
- 1949 – I Pompieri di Viggiù jako The Suitor – Disguises Himself as Dummy/Band Leader
- 1949 – Yvonne la Nuit jako Nino, il fantasista
- 1949 – L’Imperatore di Capri jako Antonio De Fazio
- 1950 – Totò Tarzan jako Antonio Della Buffas
- 1950 – Totò cerca moglie jako Toto
- 1950 – Le Sei mogli di Barbablù jako Totò Esposito
- 1950 – Napoli milionaria jako Pasquale Miele
- 1950 – Figaro qua, Figaro là jako Figaro
- 1950 – 47 morto che parla jako Il barone Antonio Peletti
- 1950 – Totò sceicco jako Antonio Sapore, il maggiordomo
- 1951 – Totò terzo uomo jako Piero/Paolo/Toto
- 1951 – Totò e i re di Roma jako Ercole Pappalardo
- 1951 – Sette ore di guai jako Totò De Pasquale
- 1951 – Złodzieje i policjanci (Guardie e ladri) jako Ferdinando Esposito
- 1952 – Totò e le donne jako Antonio Scaparro
- 1952 – Totò a colori jako Antonio Scannagatti
- 1953 – L’Uomo, la bestia e la virtù jako Prof. Paolino
- 1953 – Una di quelle jako Rocco
- 1953 – Un Turco napoletano jako Felice Sciosciammocca
- 1953 – Il Più comico spettacolo del mondo jako Tottons, il clown/Una signora del pubblico
- 1954 – I Tre ladri jako Tapioca
- 1954 – Totò cerca pace jako Gennaro Piselli
- 1954 – Totò all’inferno jako Antonio Marchi/March’ Antonio
- 1954 – Questa è la vita jako Rosario Chiarchiaro (segment „La patente”)
- 1954 – Il Medico dei pazzi jako Felice Sciosciammocca
- 1954 – Dov'è la libertà...? jako Salvatore Lojacono
- 1954 – Tempi nostri jako The photographer
- 1954 – Miseria e nobiltà jako Felice Sciosciammocca
- 1954 – L’Oro di Napoli jako Don Saverio Petrillo (segment „Il guappo”)
- 1955 – Totò e Carolina jako Antonio Caccavallo
- 1955 – Siamo uomini o caporali jako Toto Esposito
- 1955 – Destinazione Piovarolo jako Antonio La Quaglia
- 1955 – Il coraggio – jako Gennaro Vaccariello
- 1955 – Carosello del varietà
- 1955 – Racconti romani jako Professore Semprini
- 1956 – Totò, Peppino e i... fuorilegge jako Antonio
- 1956 – Totò, lascia o raddoppia? jako Duca Gagliardo della Forcoletta
- 1956 – La banda degli onesti  jako Antonio Buonocore
- 1956 – Totò, Peppino e... la malafemmina jako Antonio Caponi
- 1957 – Totò, Vittorio e la dottoressa jako Michele ‘Mike’ Spillone
- 1958 – Totò, Peppino e le fanatiche jako Antonio Vignarello
- 1958 – Totò a Parigi jako Marchese Gastone de Chemantel/Chateau-Boiron/il vagabondo Totò
- 1958 – Gambe d’oro jako Luigi Fontana
- 1958 – Totò e Marcellino jako Totò
- 1958 – Sprawcy nieznani (I soliti ignoti) jako Dante Cruciani
- 1958 – La Legge è legge jako Giuseppe La Paglia
- 1958 – Totò nella luna jako Pasquale Belafronte
- 1959 – Totò, Eva e il pennello proibito jako Totò Scorceletti
- 1959 – La Cambiale jako Dante Posalaquaglia
- 1959 – Arrangiatevi! jako Il nonno illuminato
- 1959 – I Ladri jako Commissario Di Savio
- 1959 – I Tartassati jako Torquato Pezzella
- 1960 – Totò ciak
- 1960 – Signori si nasce jako Ottone Degli Ulivi, detto Zazà
- 1960 – Risate di gioia jako Umberto ‘Infortunio’ Pennazzuto
- 1960 – Noi duri jako L’Algerino
- 1960 – Letto a tre piazze jako Antonio Di Cosimo
- 1960 – Chi si ferma è perduto jako Antonio Guardalavecchia
- 1960 – Totò, Fabrizi e i giovani d’oggi jako Antonio Cocozza
- 1961 – Tototruffa '62 jako Antonio Lo Ruffo
- 1961 – Sua Eccellenza si fermò a mangiare jako Dott. Biagio Tanzarella
- 1961 – I Due marescialli jako Antonio Capurro
- 1961 – Totò, Peppino e la dolce vita jako Antonio Barbacane
- 1962 – Totò e Peppino divisi a Berlino jako Antonio La Puzza
- 1962 – Totò di notte n. 1 jako Nini
- 1962 – Totò diabolicus jako Marquis Galeazzo di Torrealta/Gen. Scipione di Torrealta/Prof. Carlo di Torrealta/Baroness Laudomia di Torrealta/Mons. Antonino di Torrealta/Pasquale Bonocore
- 1962 – Totò contro Maciste jako Totokamen Sabachi
- 1962 – Lo smemorato di Collegno jako Lo smemorato
- 1962 – Il Giorno più corto jako Frate bersagliere
- 1962 – I Due colonnelli jako Colonnello Di Maggio
- 1963 – Totò sexy jako Nini’ Cantachiaro
- 1963 – Totò e Cleopatra jako Marc’Antonio/Totonno
- 1963 – Gli onorevoli jako Antonio La Trippa
- 1963 – Il Comandante jako Col. Antonio Cavalli
- 1964 – Totò d’Arabia jako Totò
- 1964 – Totò contro il pirata nero jako José
- 1964 – Che fine ha fatto Totò baby? jako Totò Baby/il Padre
- 1964 – Le Motorizzate jako Urbano Cacace
- 1964 – Le Belle famiglie jako Filiberto Comanducci
- 1965 – Rita, la figlia americana jako Serafino Benvenuti
- 1965 – Gli amanti latini jako Antonio Gargiulo
- 1965 – Mandragora (La mandragola) jako Il Frate
- 1966 – Ptaki i ptaszyska (Uccellacci e uccellini) jako Innocenti Totò/Brat Cicillo
- 1967 – Operazione San Gennaro jako Don Vincenzo
- 1967 – Il Tuttofare (TV) jako Rosario ‘Lollo’ di Gennaro
- 1967 – Totò Ye Ye (TV) jako Capelline
- 1967 – Totò a Napoli (TV)
- 1967 – La Scommessa (TV)
- 1967 – Il Grande maestro
- 1967 – Don Giovannino (TV) jako Don Giovannino
- 1967 – Czarownice (Le streghe) jako Ciancicato Miao
- 1967 – Il Latitante (TV) jako Gennaro La Pezza
- 1968 – Kaprys włoski (Capriccio all’italiana) jako Anziano signore

### Scenarzysta
- 1952 – Totò a colori
- 1954 – Totò all’inferno
- 1954 – Il Medico dei pazzi
- 1955 – Siamo uomini o caporali
- 1955 – Il Coraggio
- 1961 – I Due marescialli
- 1967 – Il Tuttofare (TV)
- 1967 – La Scommessa (TV)

### Kompozytor
- 1958 – Totò a Parigi – piosenka: „Miss, mia cara miss”
- 1966 – Ptaki i ptaszyska – piosenka: „Carmè, carmè”

## Nagrody
- 1952 – Srebrna Wstążeczka nagroda dla najlepszego aktora (Migliore Attore) w filmie Guardie e ladri (1951) przyznana przez Sindacato Nazionale Giornalisti Cinematografici Italiani;
- 1966 – nagroda w Cannes za całokształt;
- 1967 – Srebrna Wstążeczka nagroda dla najlepszego aktora (Migliore Attore Protagonista) w filmie Uccellacci e uccellini (1966) przyznana przez Sindacato Nazionale Giornalisti Cinematografici Italiani.